# Göran Åkesson Soop
Göran Åkesson Soop, död 1632 i Magdeburg, var en svensk militär.

## Biografi
Göran Åkesson Soop var son till häradshövdingen Åke Åkesson (Soop) i Konga härad och Ingrid Gylta. Han blev i maj 1615 student vid Rostocks universitet och 1624 kapten vid Jönköpings regemente. Soop blev 1625 kapten vid Östgöta infanteriregemente, 6 november 1627 major vid regementet och 1628 överstelöjtnant vid regementet. Han blev 1629 överstelöjtnant vid Södermanlands regemente. Soop avled av pesten 1632 i Magdeburg och begravdes i Soopska graven i Askersunds landskyrka.

### Egendom
Soop ägde Påtorp i Fristads socken och Hjälmsäter i Medelplana socken.

### Familj
Soop gifte sig 9 oktober 1625 på Nyköpings slott med hovmästarinnan Ebba Ryning (1595–1642), dotter till riksrådet Peder Ryning och friherrinnan Kerstin Gyllenstierna. De fick tillsammans barnen hovjungfrun Christina Soop (1627–1677) som var gift med guvernören Johan Oxenstierna af Croneborg och generalguvernören Gustaf Soop af Limingo, Knut Soop och Harald Soop.